# Datana modesta
Datana modesta är en fjärilsart som beskrevs av William Beutenmüller 1890. Datana modesta ingår i släktet Datana och familjen tandspinnare. Inga underarter finns listade i Catalogue of Life.